# Wettersprengstoffe
Wettersprengstoffe ist der Sammelbegriff für eine Gruppe von Sprengstoffen, die sich wegen ihrer niedrigen Wärmeentwicklung für den Einsatz im Untertagebau eignen. Der Wortbestandteil Wetter bezeichnet fachsprachlich das Gasgemisch in einem Bergwerk und ist nicht mit dem meteorologischen Wetter zu verwechseln.
| Wettersprengstoffe             | Wettersprengstoffe                                                                 |
| ------------------------------ | ---------------------------------------------------------------------------------- |
|                                |                                                                                    |
| Chemische Zusammensetzung      |                                                                                    |
| Sprengkräftige Bestandteile    | - Emulsionssprengstoffe - Gelatinöse Sprengstoffe - Pulverförmige Sprengstoffe     |
| Weitere Bestandteile           | - Zusatzstoff zur Energiereduktion: Alkalihalogenide oder -nitrate, Ammoniumnitrat |
| Physikalische Eigenschaften    |                                                                                    |
| Dichte g/cm³                   | ca. 1,2                                                                            |
| Sauerstoffbilanz %             | ca. 2                                                                              |
| Explosionswärme kJ / kg        | unbekannt                                                                          |
| Schwadenvolumen l / kg         | von 550 bis 650                                                                    |
| Spezifische Energie kJ / kg    | von 340 bis 570 (je nach Klassifizierung)                                          |
| Detonationsgeschwindigkeit m/s | von 1500 bis 2000                                                                  |
| Explosionstemperatur K         | unbekannt                                                                          |
| Eigenschaftsvergleich          |                                                                                    |
| Brisanz                        | gering                                                                             |
| Zündempfindlichkeit            | gering                                                                             |
| Schwadenvolumen                | gering                                                                             |
| Preis                          | gering                                                                             |
| Referenzen                     |                                                                                    |

## Zusammensetzung
Wettersprengstoffe sind meist ein Gemisch konventioneller Sprengstoffe auf Basis von Emulsionssprengstoffen, pulverförmigen Sprengstoffen oder gelatinösen Sprengstoffen mit Salzen der Alkalimetalle oder Ammoniumsalzen und Holzmehl.
Durch den Zusatz von Salzen (umgekehrte Salzpaare) zu den herkömmlichen Sprengstoffen findet eine Zweitreaktion statt, bei der in den Schwaden Alkalihalogenide entstehen, die den Feuerstoß der gezündeten Sprengladung örtlich und zeitlich reduzieren. Ebenso werden die Explosionsenergie und -temperatur deutlich reduziert, sodass eine Zündung von Schlagwettern oder Kohlestäuben nicht mehr möglich ist. Die Salzbeimischung bringt den Nachteil einer vergleichsweise kurzen sicheren Lagerdauer von wenigen Monaten mit sich.

## Anwendung
Im Untertagebau wird Sprengstoff zur Freilegung des Rohstoffes und zum Vortrieb von Stollen verwendet. Herkömmliche Sprengstoffe sind hierfür ungeeignet, da die entstehende Wärme konventioneller Sprengstoffe das im Kohlenbergbau häufig auftretende Methan oder auch Kohlestäube zur Explosion bringen könnten.
Zudem wird eine vergleichsweise geringe Detonationsgeschwindigkeit angestrebt, um eine eher schiebende als zerstörende Wirkung und damit weniger Splitterflug zu erreichen.

## Unterteilung
Wettersprengstoffe werden unterteilt in folgende Klassen:
- Klasse I (Kennfarbe gelb): Sicher gegen Zündung von Kohlestaub-Luft-Gemischen
- Klasse II (Kennfarbe gelb-grün): Sicher gegen Zündung von Schlagwetter
- Klasse III (Kennfarbe grün): Sicher gegen Zündung von Schlagwetter

Je höher die Klassifizierung eines Wettersprengstoffs ist, desto geringer sind Sprengenergie sowie Sprengtemperatur und damit auch die Gefahr der Zündung von schlagenden Wettern.